# گاما بوتیرولاکتون

ساختار مولوکلی

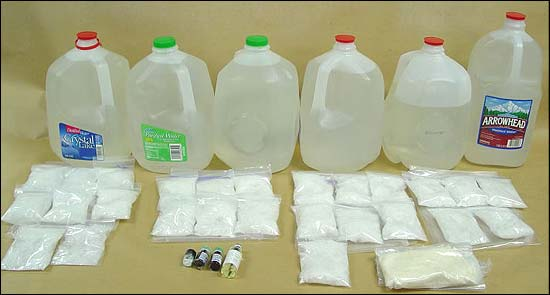
دبه‌های ضبط شدۀ جی. بی. ال.

گاما بوتیرولاکتون یا جی.بی.ال (به انگلیسی: GBL:gamma-Butyrolactone) مایعی‌ست روغنی، بی‌رنگ با بویی اندک که به خوبی در آب حل می‌شود. در شیمی به عنوان حلال و مادهٔ معرف به کار می‌رود. همچنین در مواد تشکیل دهندهٔ عطر، در لکه‌برها و پاک‌کننده‌های چسب و رنگ، و به عنوان حلال در خازن‌های الکترولیتیی آلومینیومی کاربرد دارد.

## تولید و سنتز
جی‌بی‌ال به طور صنعتی از ۴٬۱-بوتان‌دیول 
در دمای ۱۸۰ تا ۳۰۰ درجه سانتی‌گراد، فشار اتمسفری استاندارد و در مجاورت کاتالیست مسی سنتز می‌شود.

## تاثیرات
جی‌بی‌ال بر روی سیستم عصبی بدن انسان تأثیر مخدر گونه دارد. در دوزهای پایین نشاط‌آور است و تأثیر آن به سرخوشی اکستازی شبیه‌است و از این رو برخی به آن اکستاسی مایع می‌گویند. در دوزهای بالاتر آرام‌بخش است و می‌تواند مصرف‌کننده را ناهشیار سازد.